# Chéu
Chéu – miejscowość i gmina we Francji, w regionie Burgundia-Franche-Comté, w departamencie Yonne.
Według danych na rok 1990 gminę zamieszkiwało 506 osób, a gęstość zaludnienia wynosiła 66 osób/km² (wśród 2044 gmin Burgundii Chéu plasuje się na 453. miejscu pod względem liczby ludności, natomiast pod względem powierzchni na miejscu 1064.).